# 南平站 (全罗南道)
南平站（：／ Nampyeong yeok */?）是位于韩国全罗南道罗州市南平邑的一座鐵路站，属于庆全线。

## 历史
- 1930年12月25日 - 落成使用[1]。

## 相鄰車站
韓國鐵道公社
慶全線
和順－南平－孝泉